# Rolf Zinkernagel
Rolf Martin Zinkernagel (Riehen, 6 gennaio 1944) è un medico svizzero, attivo nel campo dell'immunologia e professore presso l'Università di Zurigo.

## Biografia
Nel 1996 ha ricevuto il Premio Nobel per la medicina assieme all'australiano Peter Charles Doherty per le scoperte sulla specificità dell'immunità cellulo-mediata. Inoltre ha ricevuto il premio Albert Lasker Medical Research Award nel 1995.